# Мангал
Манга́л (от араб. مَنْقَل‎ [manqal], азерб. manqal, греч. Μανγκάλ, груз. მაყალი, перс. منقل‎ , арм. մանղալ, тур. mangal) — жаровня у народов Ближнего Востока, медная чаша на ножках с широкими горизонтальными полями, двумя ручками для переноски и полусферической крышкой.

## Описание
Внутрь мангала ставят медную или глиняную чашку с горячими (древесными) углями. Крышка имеет уплощённый верх, на который можно ставить посуду для разогревания пищи. При приготовлении пищи крышку снимают и посуду ставят на таганок. Иногда мангал накрывают одеялами, под которыми греются. Лучше всего использовать чугунные мангалы, которые прочны и долго хранят тепло.
Существуют ещё и так называемые настольные мангалы, основой которых является решётка, напоминающая приспособление для барбекю, которая нагревается не за счёт угля, а за счёт газа. Это позволяет использовать мангал для приготовления нескольких блюд одновременно, например, готовить шашлык рядом с гарниром.

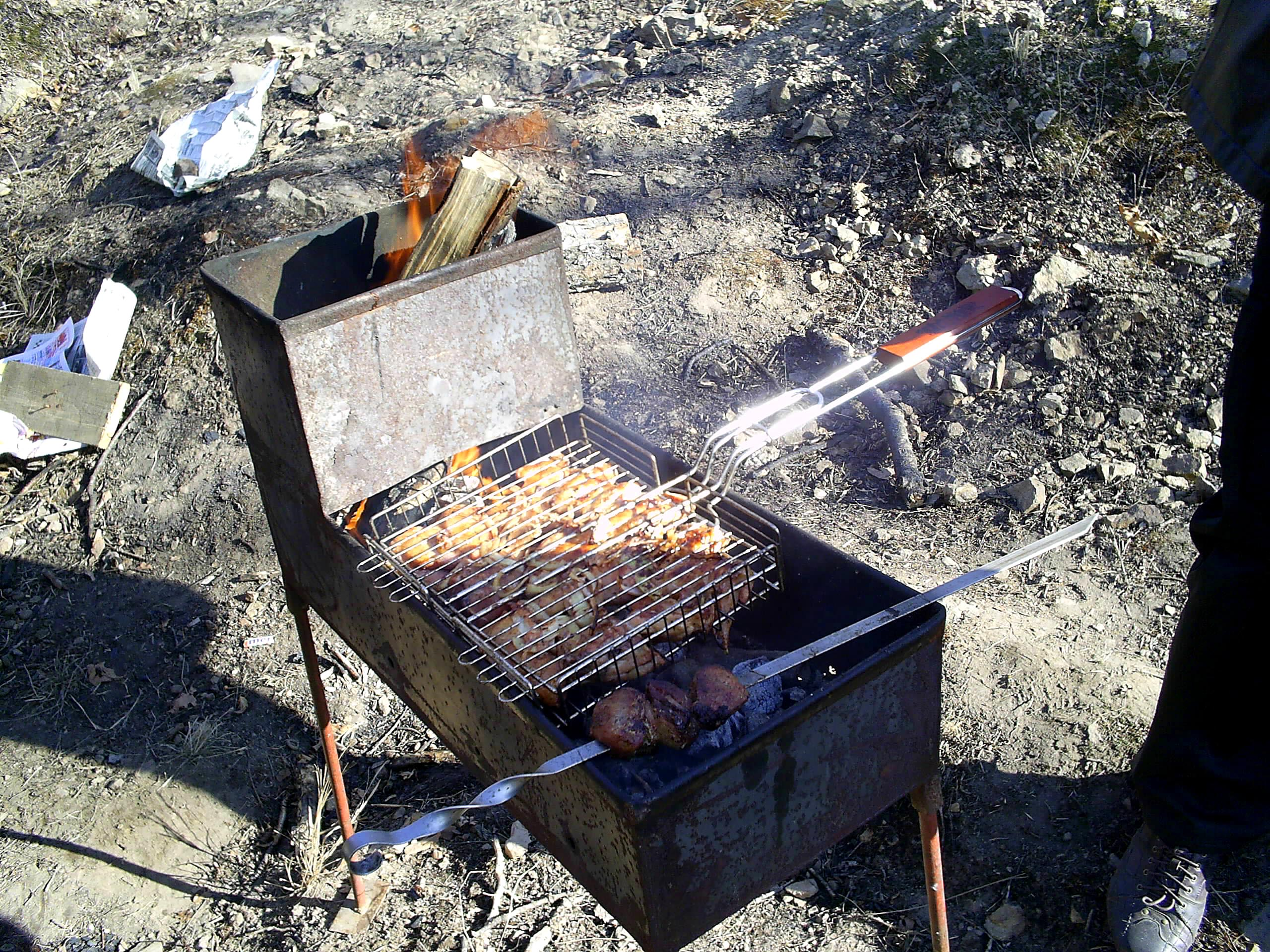
Мангал с непрерывным воспроизводством угля из дров с решёткой-грилем для приготовления барбекю без гриля и шашлыком на шампуре

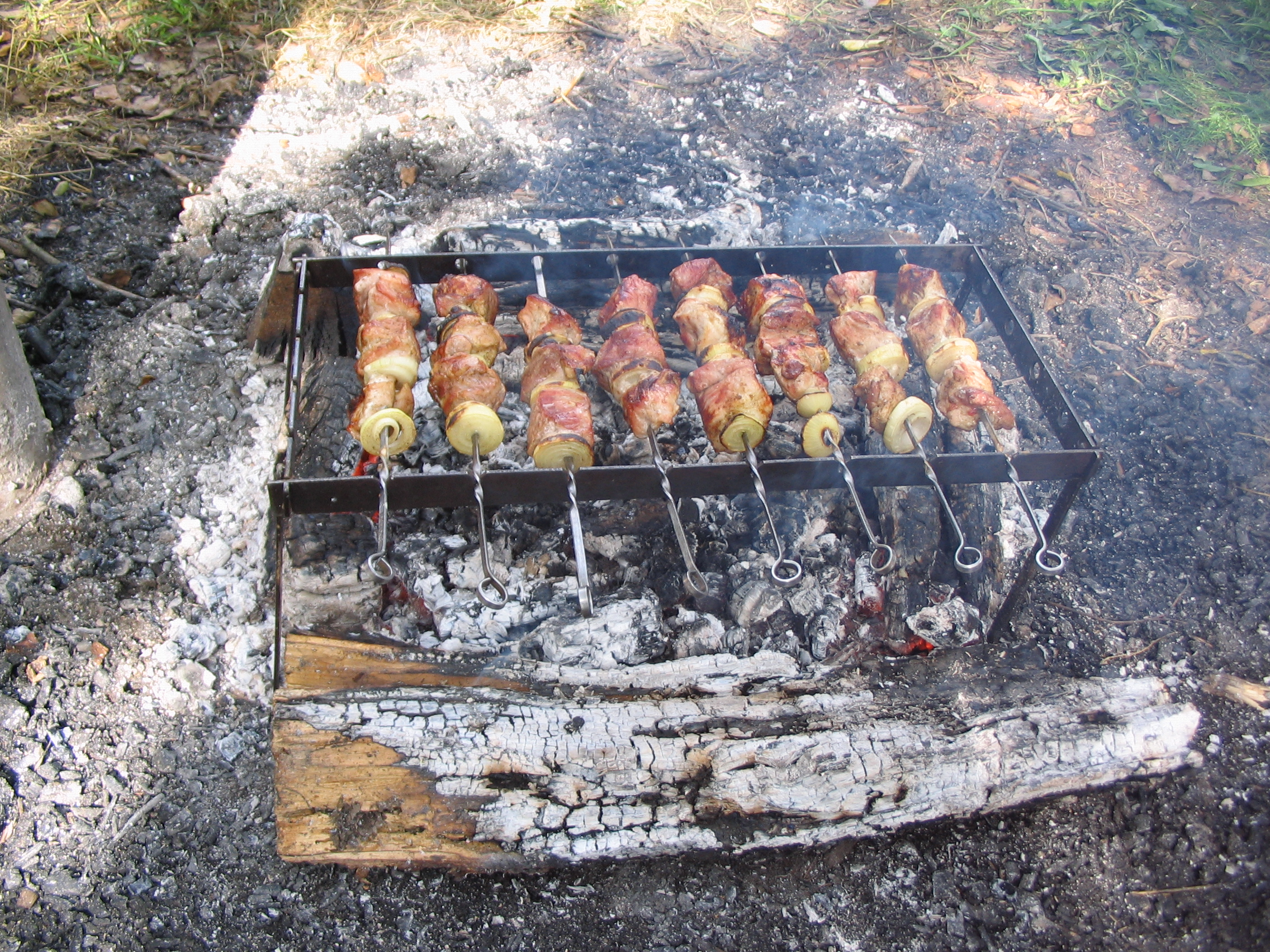
Складной походный мангал

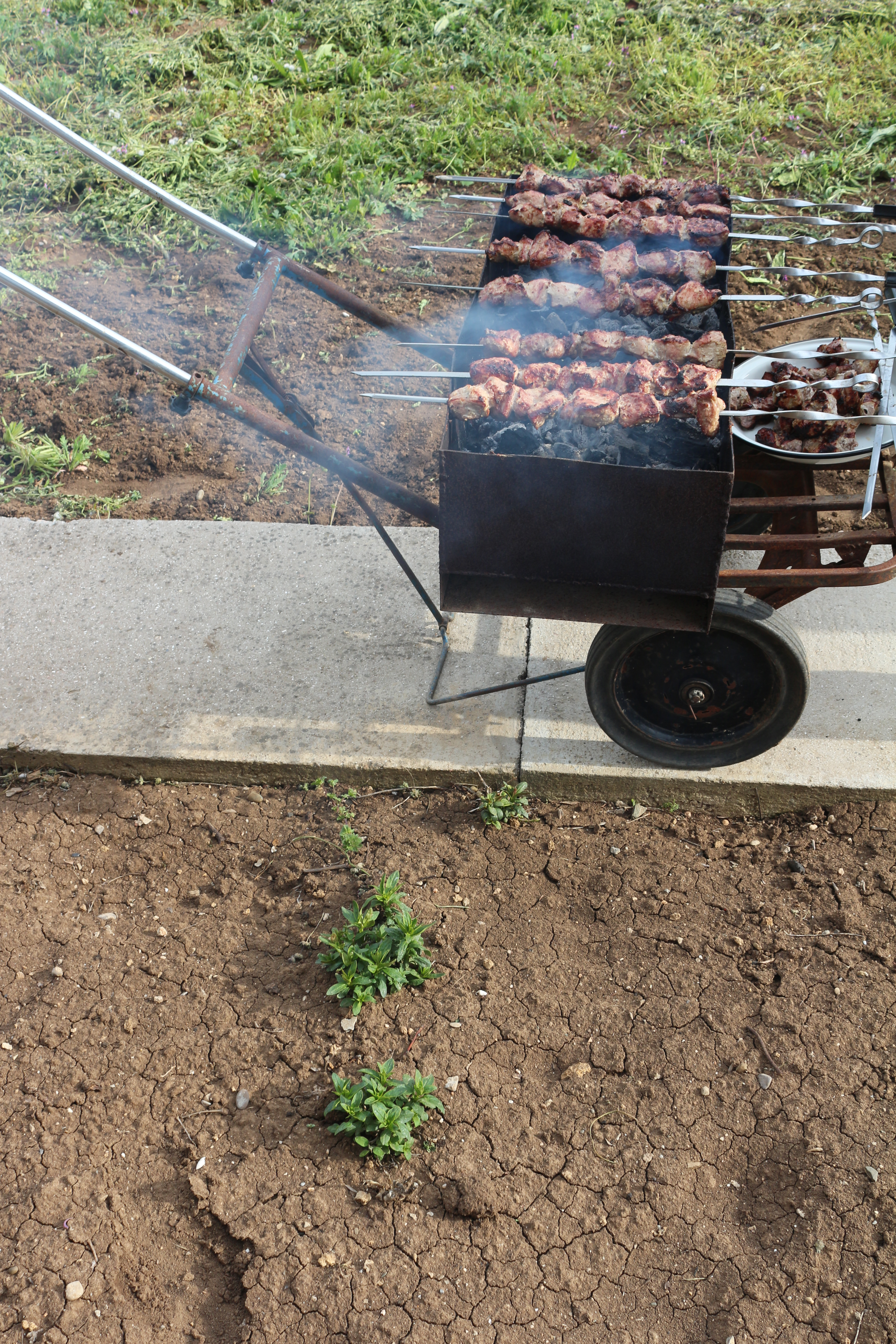
самодельный мангал на колёсах из тачки

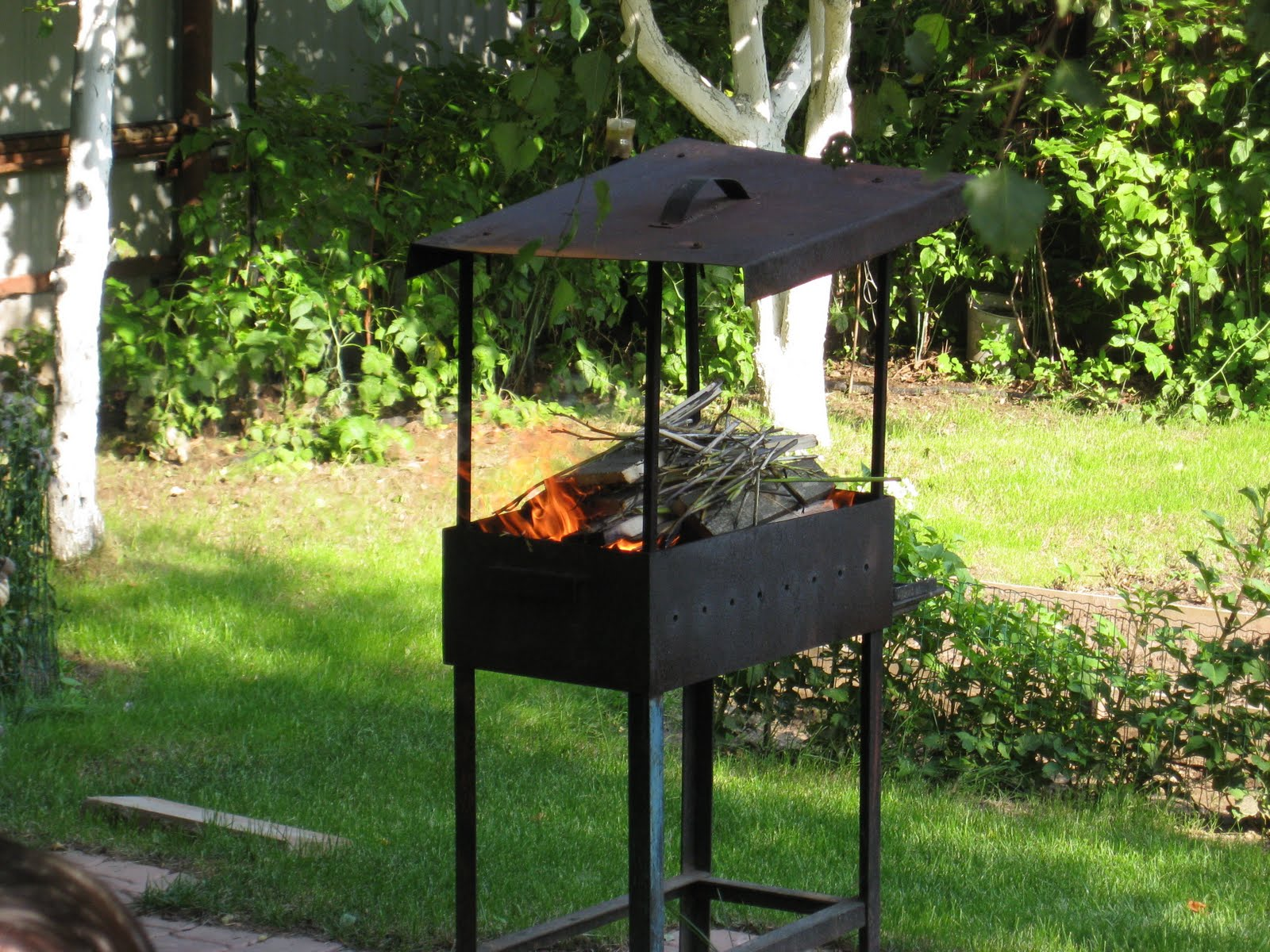
самодельный мангал с крышей (Московская область)

В республиках бывшего СССР мангалом часто называют любое приспособление для получения углей и приготовления жареного мяса (шашлыка). Обычно это металлическая коробка, промышленного либо самодельного изготовления, с ножками. 

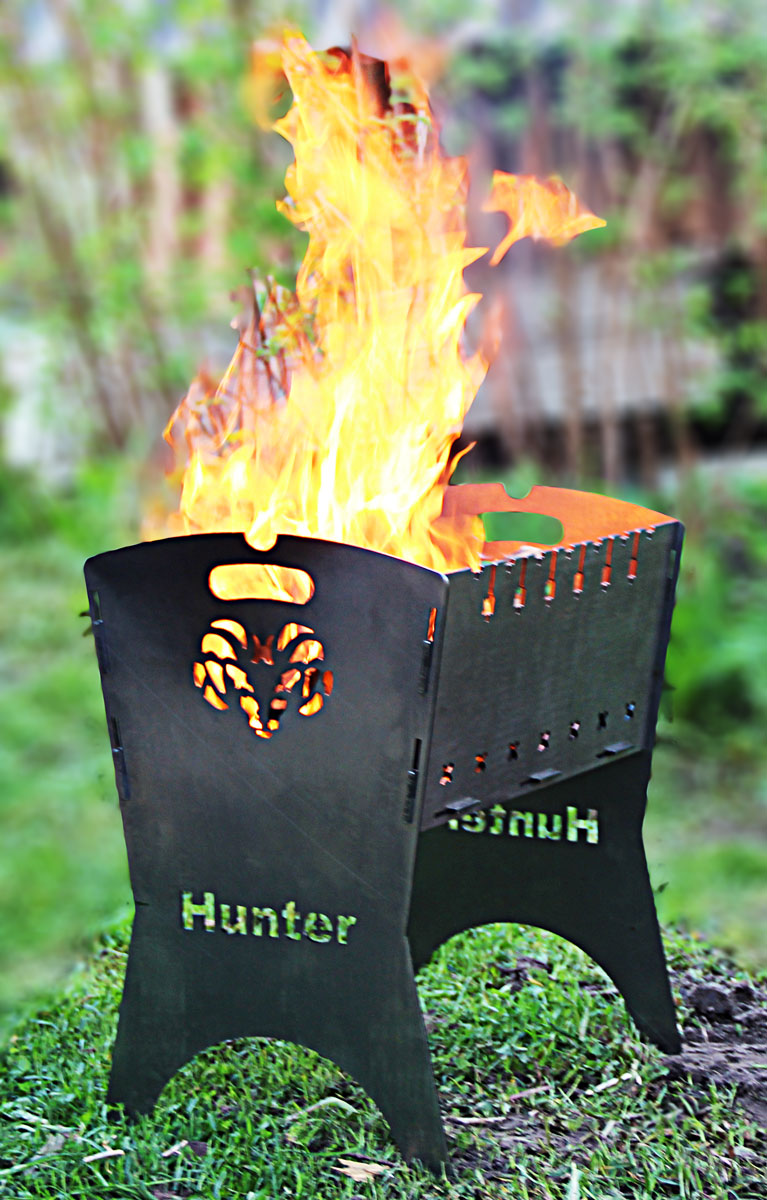
Разборный мангал

Встречаются также походные складные мангалы, некоторые из которых являются одноразовыми, так как от сильного нагрева они прогорают, а их крепления заклинивает. Широко распространены штампованные разборные конструкции, они, как правило, не долговечны в силу толщины металла, но обладают малым весом, небольшими размерами и, как правило, низкой ценой.

## Классификация
- По материалу — металлический, кирпичный (каменный)[7].
- По конструкции — стационарный, полустационарный, складной, разборный (переносной)[8].

## Электромангал
Для приготовления шашлыка в домашних условиях в 1970-е–80-е были широко распространены электрические мангалы. Нагрев для запекания мяса в них осуществлялся от электрической спирали (ТЭНов), а шампуры автоматически вращались при помощи электродвигателей. Электрошашлычницы до сих пор не вышли из употребления.

## Галерея

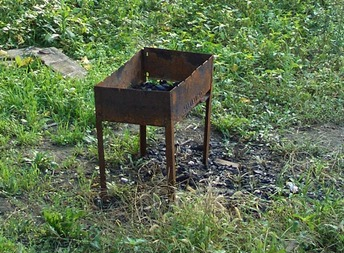
Пустой мангал
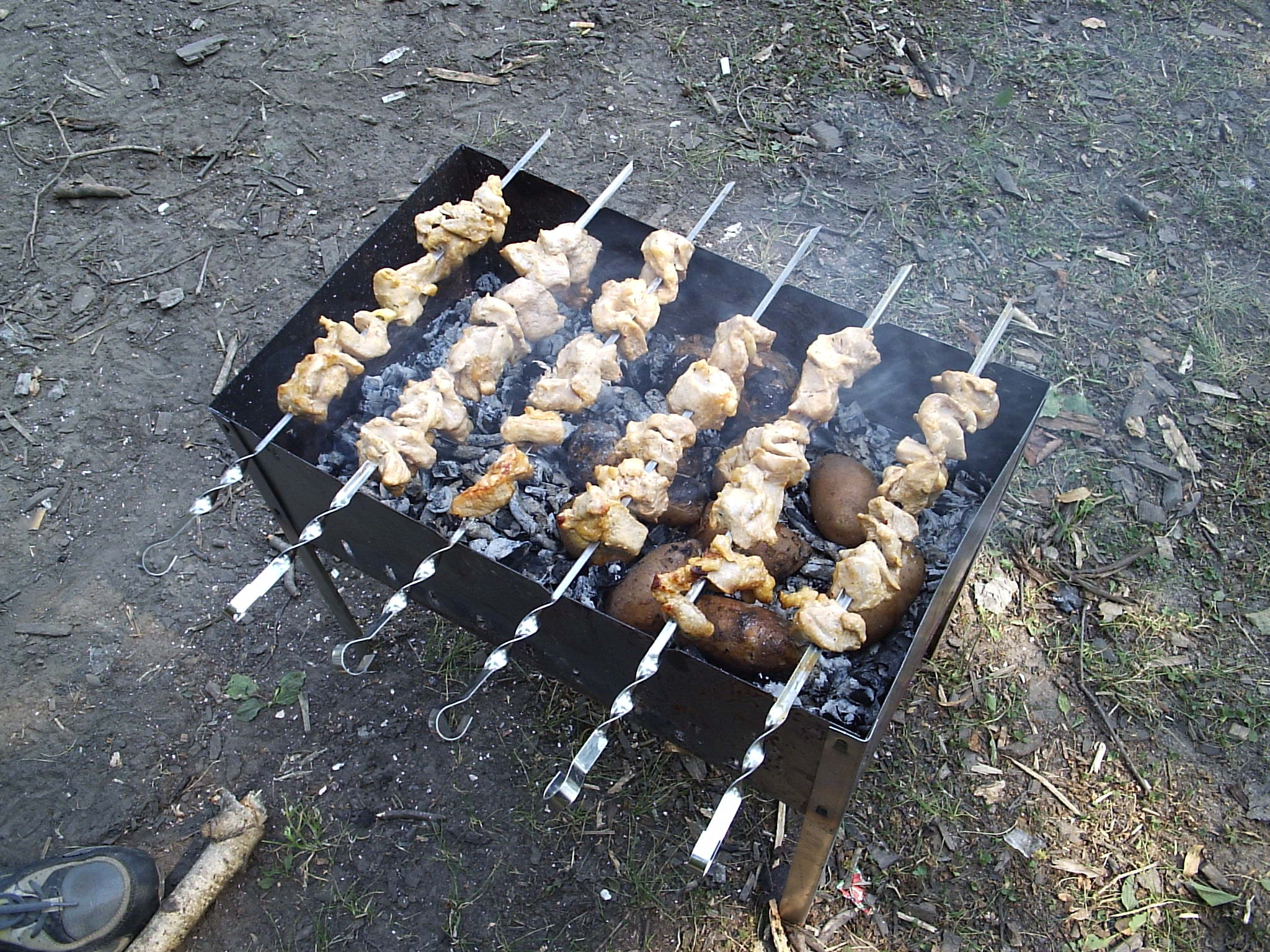
Мясо в мангале на шампурах и запекаемая на углях картошка
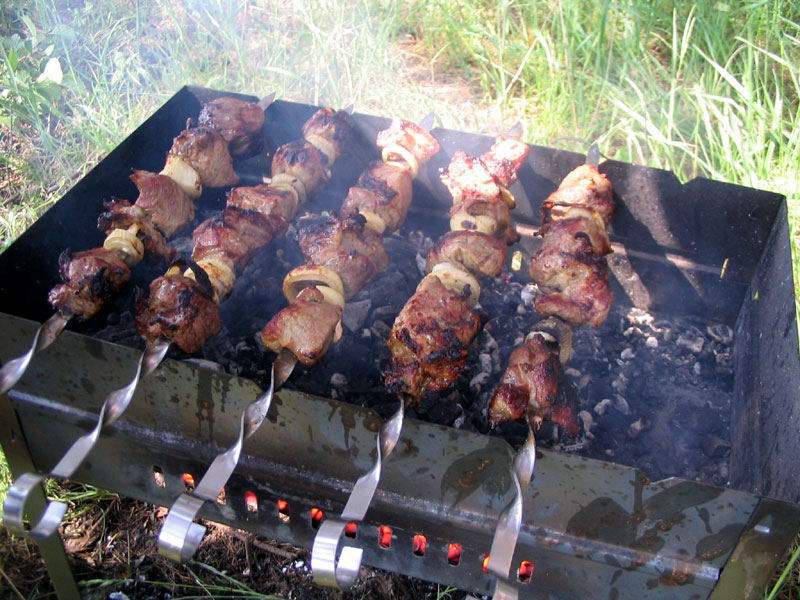
Приготовленный шашлык в мангале
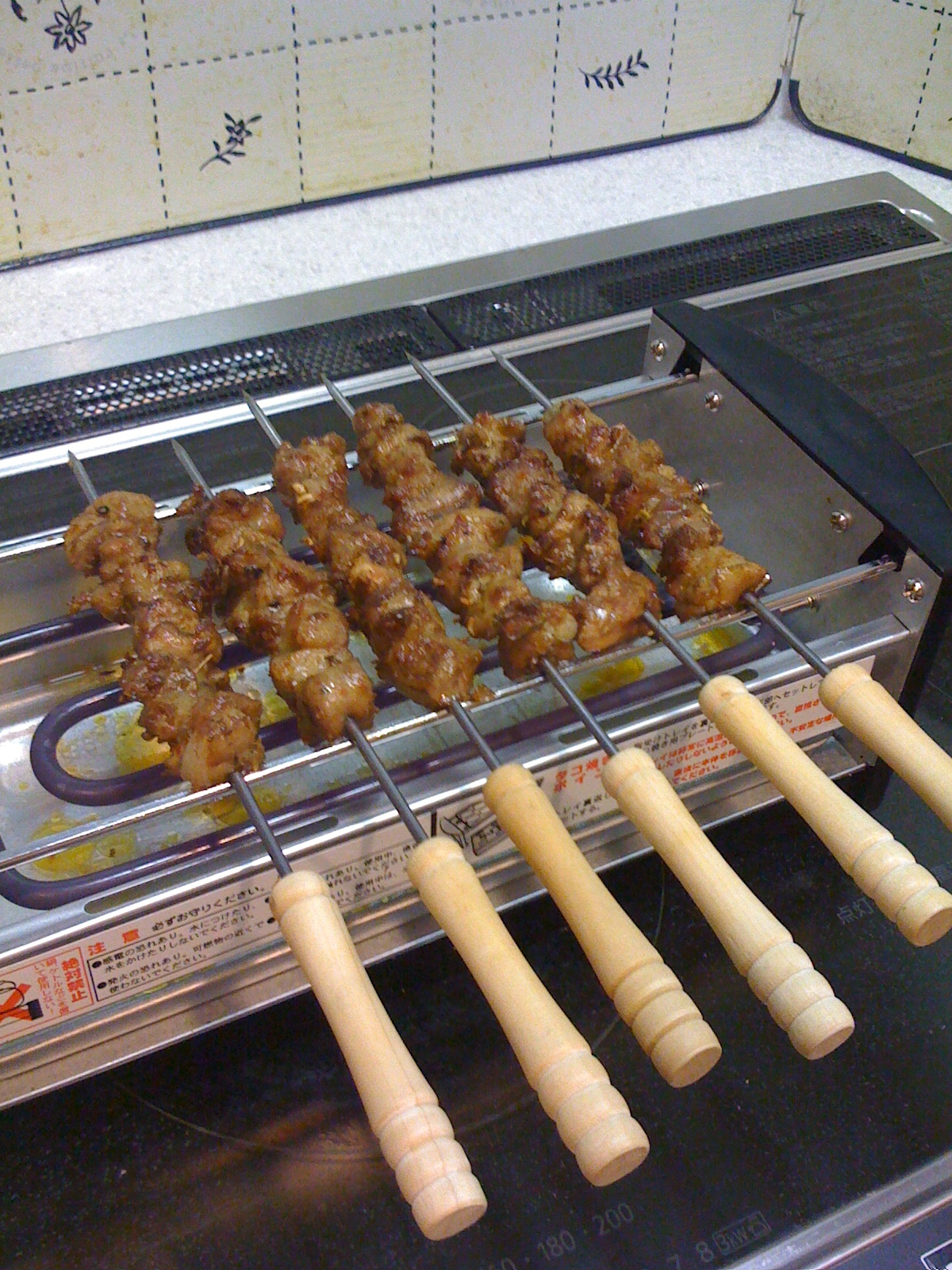
Электрический мангал
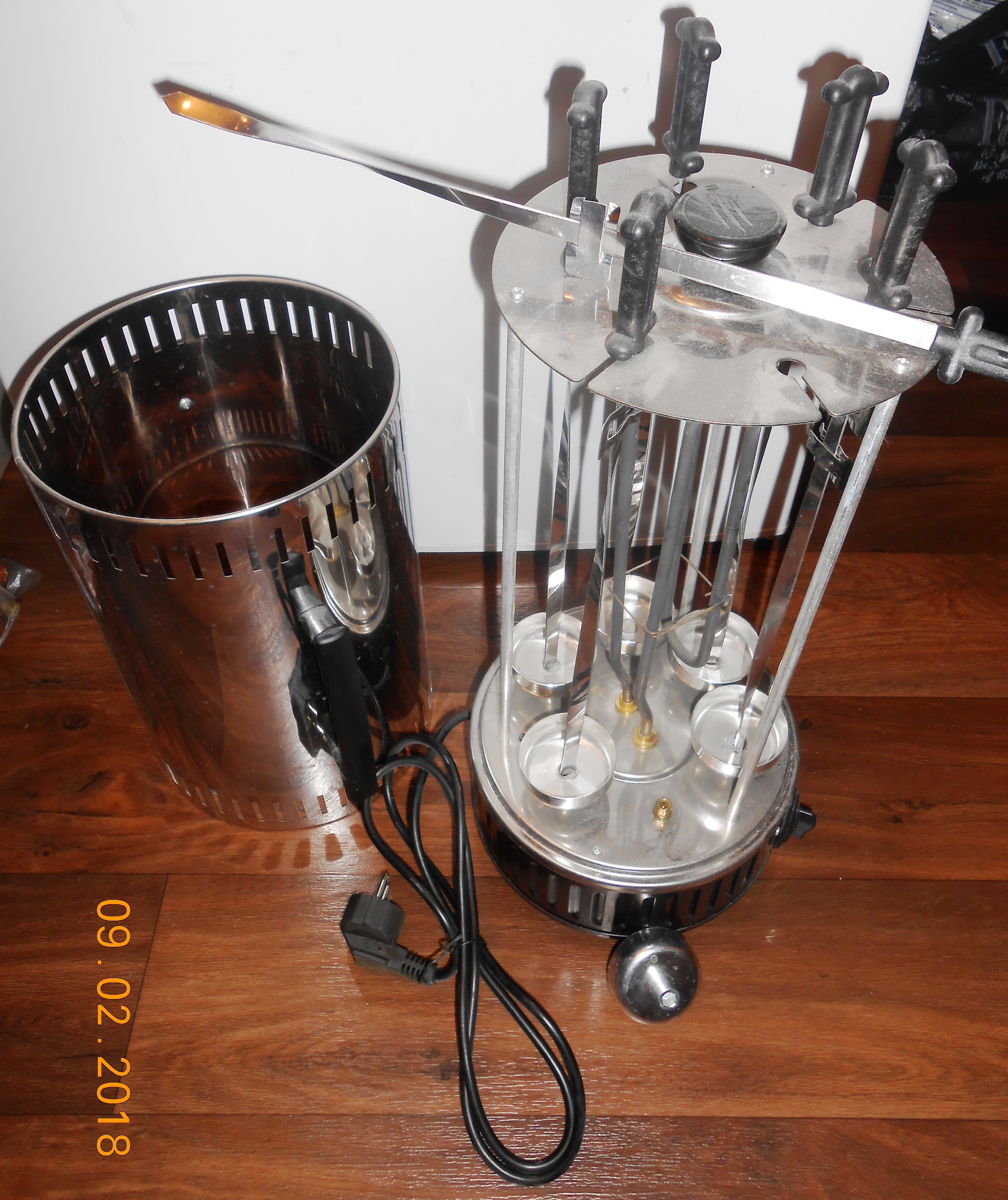
Бытовая электрошашлычница вертикального типа
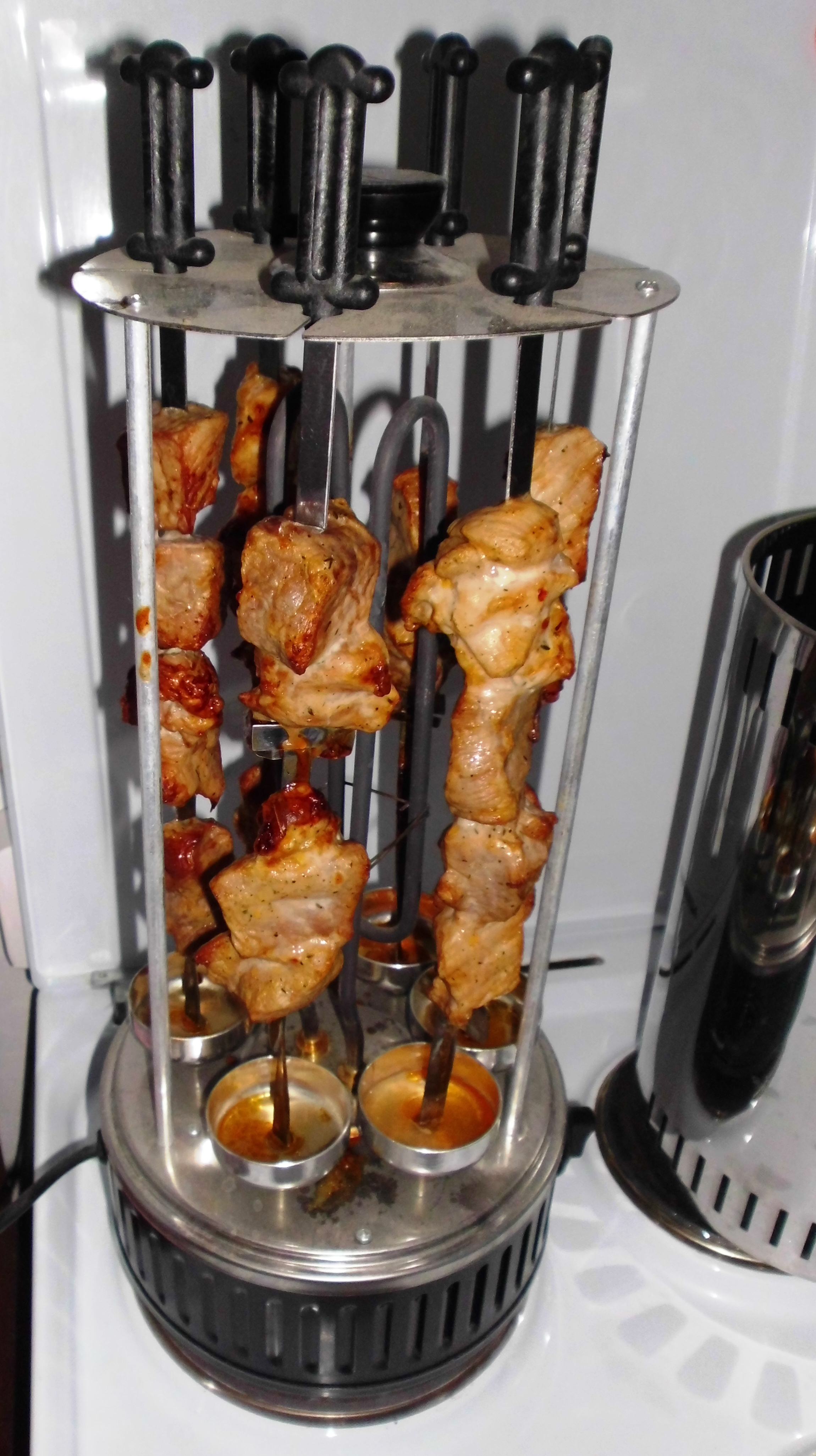
Шашлык, приготовленный в электрошашлычнице